# Bjelajci (Chorwacja)
Bjelajci – wieś w Chorwacji, w żupanii pożedzko-slawońskiej, w mieście Pakrac. W 2011 roku pozostawała niezamieszkana.